# Остендский манифест

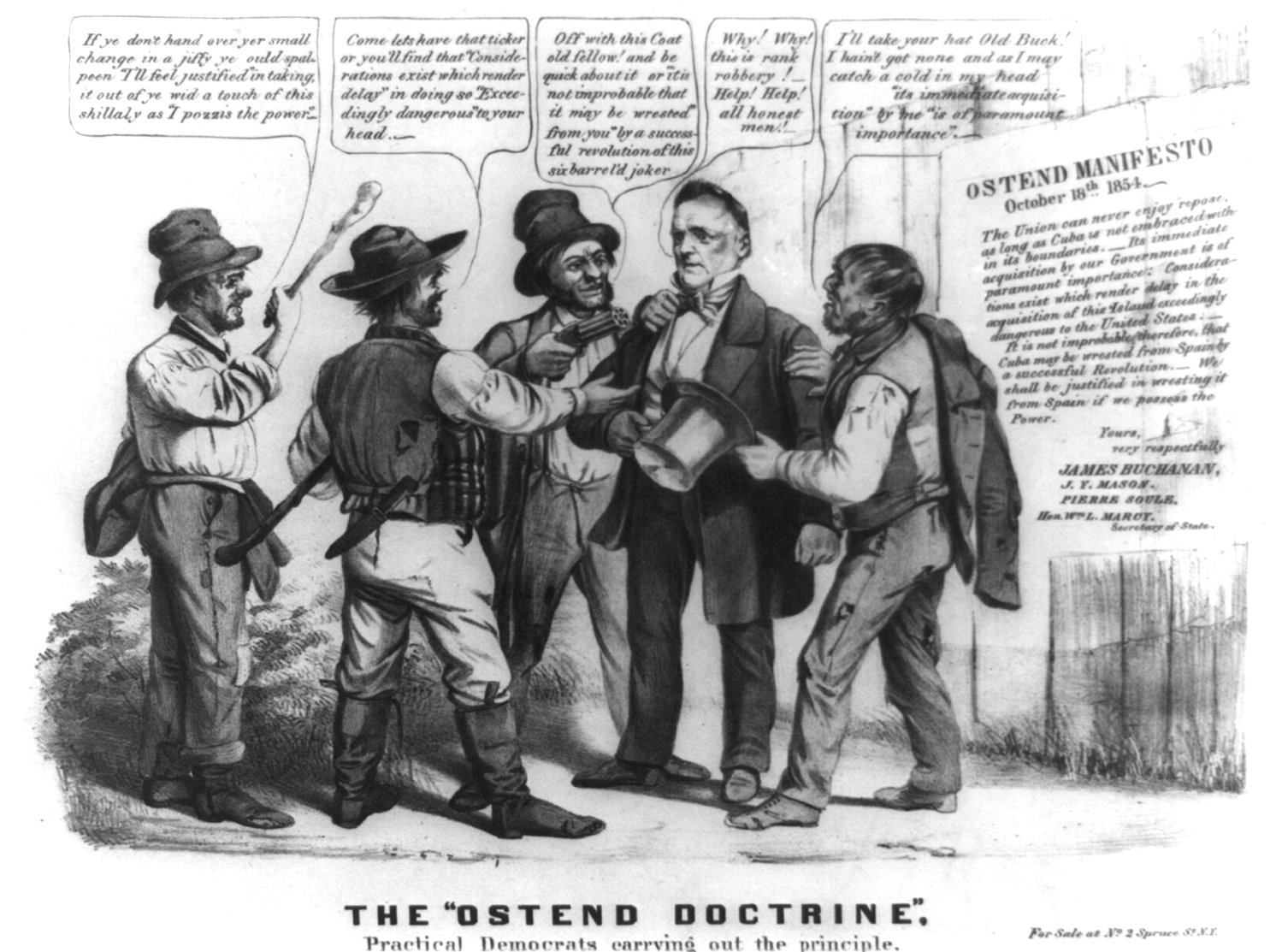
Карикатура «Остендская доктрина» изображает Бьюкенена в окружении хулиганов, использующих цитаты из манифеста, чтобы оправдать его ограбление

Осте́ндский манифест (англ. Ostend Manifesto) или Осте́ндский циркуляр — секретный план 1854 года, предполагавший покупку или аннексию Соединёнными Штатами Америки принадлежавшего Испании острова Куба с целью превращения его в рабовладельческий штат. Манифест был составлен в бельгийском городе Остенде тремя американскими дипломатами-сторонниками сохранения рабства, Джеймсом Бьюкененом (посол в Великобритании), Джоном Мейсоном (посол во Франции) и Пьерром Соулом (посол в Испании), и направлен государственному секретарю США Уильяму Марси. В результате утечки информации Остендский манифест стал достоянием общественности и был подвергнут критике со стороны представителей всех политических партий, а также американской и зарубежной общественности. В итоге план был отвергнут.